# Beata Monica-Szyjka
Beata Monica, po mężu Szyjka (ur. 13 czerwca 1971) – polska lekkoatletka, specjalizująca się w biegach średnich i długich, mistrzyni Polski.

## Kariera sportowa
Była zawodniczką Victorii Racibórz.
Na mistrzostwach Polski seniorek zdobyła trzy medale w biegach przełajowych: złoty w 1993 (3 km), brązowy w 1992 (3 km) i 2004 (4 km). W 1993 zdobyła brązowy medal halowych mistrzostw Polski seniorek w biegu na 1500 metrów.
Z reprezentacją Polski startowała w międzynarodowych sztafetach maratońskich w Seulu (2000, 2003) i Chiba (2000, 2004)
Pracuje jako nauczycielka w-f w Szkole Podstawowej nr 15 w Raciborzu oraz trener lekkoatletyki
Rekordy życiowe:
- 1500 m: 4:23,10 (13.06.1993)[1]
- 5000 m: 16:19,00[6]
- 10 000 m: 33:45,26 (9.05.2004)[6]
- półmaraton: 75:11 (266.09.2004)[6]